# Wereldkampioenschap schaatsen allround kwalificatie
De kwalificatietoernooien voor de wereldkampioenschappen schaatsen allround (mannen en vrouwen) (officieus ook wel aangeduid als de Continentale kampioenschappen schaatsen) vormden in de periode 1999–2014 twee schaatsevenementen, een voor de lidstaten van de Internationale Schaatsunie (ISU) in Azië en een voor de lidstaten in Noord-Amerika en Oceanië.
Vanaf de editie van 1999 was het aantal deelnemers aan het WK allround door de ISU vastgesteld op 24 (voor zowel mannen als vrouwen). De startplaatsen werden sindsdien per continent verdeeld. Voor Europa werden de EK allround tevens het kwalificatietoernooi voor het WK allround. Voor Azië en Noord-Amerika & Oceanië werden er speciale kwalificatietoernooien georganiseerd. De meeste keren werden voor Azië de Aziatische afstandskampioenschappen gebruikt als selectietoernooi, waarbij een klassement werd opgesteld over de vier afstanden van de grote meerkamp. De startplaatsen werden aan een land toegekend, deze hadden de mogelijkheid een andere rijder in te zetten. Vanaf het seizoen 2015 geschiedt plaatsing voor het WK allround op basis van de voorgaande editie en van een speciale wereldbekerwedstrijd die geldt als kwalificatietoernooi.
De kwalificatietoernooien waren klassementswedstrijden. De tijden op de diverse afstanden werden omgezet naar tijden over 500 meter (de tijd over 5000 meter werd bijvoorbeeld door 10 gedeeld) en de rijder bij wie de vier omgezette tijden opgeteld het laagst waren, was de winnaar.
Tijdens de toernooien werd doorgaans de grote vierkamp verreden. De afstanden die verreden worden zijn dan de 500, 1500, 5000 en 10.000 meter bij de mannen en de 500, 1500, 3000 en 5000 meter bij de vrouwen.

## Deelname

### Azië
Aan de vijftien Aziatische edities (in 2002 werd er geen toernooi geschaatst) namen deelnemers uit zes landen deel. In de tabel het aantal mannen en het aantal vrouwen.
| Land        | 1999 | 2000* | 2001* | 2002 | 2003 | 2004* | 2005* | 2006 | 2007* | 2008* | 2009* | 2010* | 2011* | 2012* | 2013* | 2014* |
| ----------- | ---- | ----- | ----- | ---- | ---- | ----- | ----- | ---- | ----- | ----- | ----- | ----- | ----- | ----- | ----- | ----- |
| China       |      | 4/4   | 2/3   |      | 4/4  | 3/3   | 2/3   | 3/4  | 4/4   | 4/4   |       | 3/2   | 3/3   |       | 2/2   | 3/3   |
| Japan       | 5/5  | 4/5   | 5/5   |      | 4/4  | 2/4   | 4/4   | 4/4  | 3/4   | 4/4   | 3/4   | 3/4   | 2/3   | 2/4   | 3/4   | 3/4   |
| Kazachstan  | 2/1  | 2/1   | 1/-   |      |      | 1/1   | 2/-   | 3/-  | 4/1   | 3/1   | 3/2   | 2/-   | 2/-   | 3/1   | 1/-   | 2/-   |
| Mongolië    |      |       |       |      |      |       |       |      |       |       |       |       |       |       | 1/-   |       |
| Noord-Korea |      |       | -/1   |      |      |       |       |      |       |       |       |       |       |       |       |       |
| Zuid-Korea  | 1/1  | 2/2   | 2/2   |      | 1/1  | 2/2   | 1/1   | 2/2  | 1/1   | 2/1   | 2/2   | 2/3   | 2/2   | 2/2   | 2/2   | 1/1   |

* Tegelijk met de Aziatische kampioenschappen schaatsen afstanden.

### Noord-Amerika & Oceanië
Aan de zestien edities namen deelnemers uit vijf landen deel. In de tabel het aantal mannen en het aantal vrouwen.
| Land             | 1999 | 2000 | 2001 | 2002 | 2003 | 2004 | 2005 | 2006 | 2007 | 2008 | 2009 | 2010 | 2011 | 2012 | 2013 | 2014 |
| ---------------- | ---- | ---- | ---- | ---- | ---- | ---- | ---- | ---- | ---- | ---- | ---- | ---- | ---- | ---- | ---- | ---- |
| Australië        |      |      |      |      | 1/-  | 1/-  |      |      |      |      |      | 1/-  |      | -/1  |      |      |
| Canada           | 5/5  | 6/6  | 6/6  | 6/5  | 6/6  | 6/6  | 6/4  | 6/6  | 6/6  | 6/6  | 6/6  | 6/6  | 6/6  | 6/6  | 6/6  | 4/4  |
| Mexico           |      |      |      |      | 1/-  | 1/-  |      |      |      |      |      |      |      |      |      |      |
| Nieuw-Zeeland    |      |      |      |      |      |      |      |      |      |      | 2/-  | 1/-  | 1/-  | 2/-  | 3/-  |      |
| Verenigde Staten | 6/6  | 6/6  | 6/6  | 5/5  | 6/6  | 6/6  | 6/6  | 6/6  | 6/6  | 6/6  | 6/6  | 6/6  | 5/2  | 5/4  | 6/6  | 2/4  |